# کنگره جهانی اسپرانتو
کنگره جهانی اسپرانتو یا همایش جهانی اسپرانتو (به اسپرانتو: Universala Kongreso de Esperanto) سال‌دارترین همایش بین‌المللی در میان کنگره‌های زیادی است که هرساله به زبان بین‌المللی اسپرانتو برگزار می‌شوند. این همایش بین‌المللی به استثنای دوران جنگ جهانی اول و جنگ جهانی دوم، بدون انقطاع برای بیش از یک قرن از سال ۱۹۰۵ تا به اکنون برگزار شده‌است. اولین همایش جهانی اسپرانتو در سال ۱۹۰۵ در شهر بولونی-سور-مر فرانسه و با حضور ۶۸۸ شرکت‌کنندهٔ اسپرانتیست برگزار شد.
برگزاری این کنگره از سال ۱۹۲۰ بر عهدهٔ انجمن جهانی اسپرانتو بوده‌است. به‌طور متوسط در هر کنگره بیش از ۲۰۰۰ نفر از بیش از ۶۰ کشور جهان شرکت می‌کنند.
هرساله صدها نشست و همایش گوناگون در سراسر جهان به زبان اسپرانتو در سطوحِ ملی، منطقه‌ای و بین‌المللی برگزار می‌شود. در بین آن‌ها، «همایش جهانی اسپرانتو» Universala Kongreso de Esparanto، که هرساله توسط «سازمان جهانی اسپرانتو» Universala Esperanto-Asocio (دارای روابط رسمی با سازمان ملل متحد و یونسکو) در کشورهای گوناگون جهان برگزار می‌شود، بزرگ‌ترین گردهم‌آییِ اسپرانتو در دنیا محسوب می‌شود. این همایشِ بین‌المللیِ بی‌نظیر، که در آن هیچ مترجمی وجود ندارد، به‌عنوان نمونه در سال ۲۰۰۳ در شهر گوتِنبورگِ سوئد با حضور ۱۸۰۰ شرکت‌کننده از ۶۲ کشور، در سال ۲۰۰۴ در شهر پکن چین با ۲۰۳۱ نفر از ۵۱ کشور و در سال ۲۰۰۵ در شهر ویلنیوس لیتوانی با شرکت ۲۳۴۴ اسپرانتودان و در سال ۲۰۰۶ در شهر فلورانس ایتالیا با شرکت ۲۲۰۹ اسپرانتیست بر پا شد. در صدمین سال ابداع زبان اسپرانتو، یعنی سال ۱۹۸۷همایش ۷۲ام جهانی اسپرانتو در زادگاه مؤلف آن، دکتر زامِنهوف، در کشور لهستان برگزار شد و تعداد بی‌نظیر ۵۹۴۶ اسپرانتودان از سراسر دنیا در آن شرکت کردند. تعداد شرکت‌کنندگان یک‌صدمین همایش جهانی اسپرانتو، که در سال ۲۰۱۵ در شهر لیل (Lille) فرانسه برگزار گردید، ۲۶۹۸ نفر بود (نخستین همایش جهانی اسپرانتو نیز در سال ۱۹۰۵ در شهر بولون-سور-مر همین کشور برگزار شده بود).
نخستین همایش بین‌المللی اسپرانتوی ایران با همکاری انجمن اسپرانتوی ایران در فروردین ۱۳۹۳ و دومین آن در شهریور سال ۱۳۹۴ در تهران برگزار گردید.

## تاریخچه

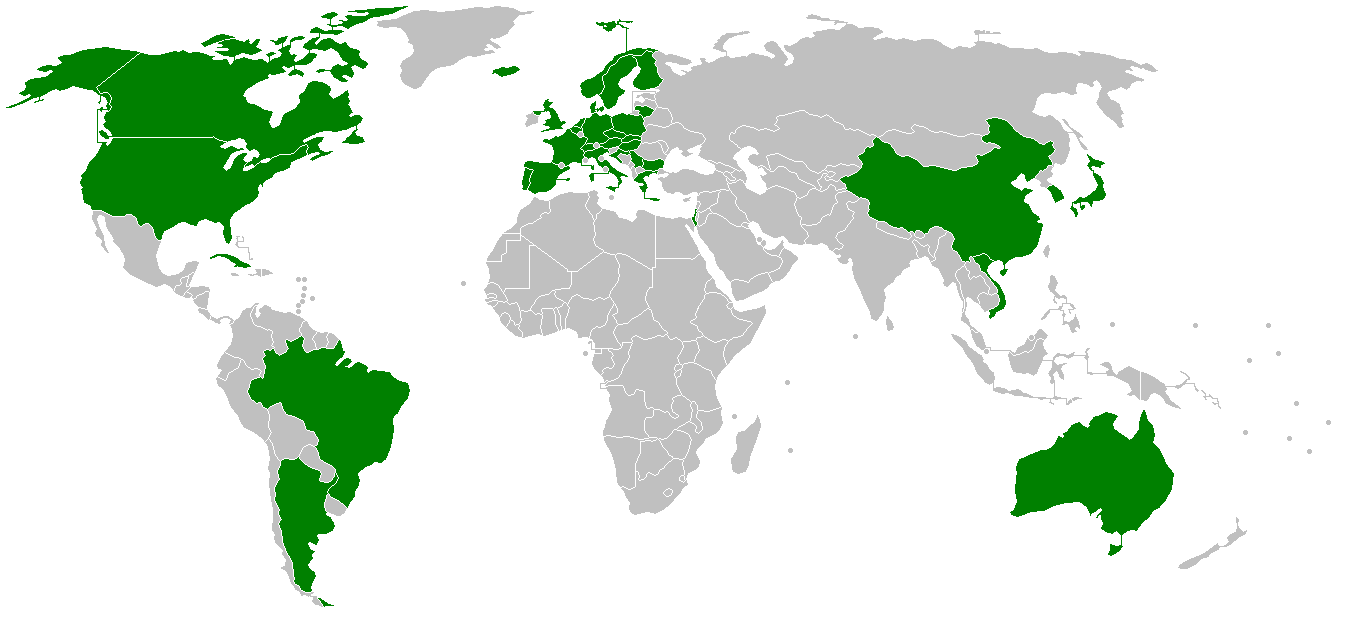
کشورهایی که کنگرهٔ جهانی را میزبانی کرده‌اند، ۱۹۰۵–۲۰۱۶

| شماره         | سال  | شهر              | کشور                | تعداد شرکت‌کنندگان                |
| ------------- | ---- | ---------------- | ------------------- | -------------------------------- |
| ۱۰۳           | ۲۰۱۸ | لیسبون           | پرتغال              |                                  |
| ۱۰۲           | ۲۰۱۷ | سئول             | کره جنوبی           |                                  |
| ۱۰۱           | ۲۰۱۶ | نیترا            | اسلواکی             |                                  |
| ۱۰۰           | ۲۰۱۵ | لیل              | فرانسه              | ۲۶۹۸                             |
| ۹۹            | ۲۰۱۴ | بوئنوس آیرس      | آرژانتین            | ۷۰۶                              |
| ۹۸            | ۲۰۱۳ | ریکیاویک         | ایسلند              | ۱۰۳۴                             |
| ۹۷            | ۲۰۱۲ | هانوی            | ویتنام              | ۸۴۸                              |
| ۹۶            | ۲۰۱۱ | کپنهاگ           | دانمارک             | ۱۴۵۸                             |
| ۹۵            | ۲۰۱۰ | هاوانا           | کوبا                | ۱۰۰۲                             |
| ۹۴            | ۲۰۰۹ | بیاویستوک        | لهستان              | ۱۸۶۰                             |
| ۹۳            | ۲۰۰۸ | روتردام          | هلند                | ۱۸۴۵                             |
| ۹۲            | ۲۰۰۷ | یوکوهاما         | ژاپن                | ۱۹۰۱                             |
| ۹۱            | ۲۰۰۶ | فلورانس          | ایتالیا             | ۲۲۰۹                             |
| ۹۰            | ۲۰۰۵ | ویلنیوس          | لیتوانی             | ۲۲۳۵                             |
| ۸۹            | ۲۰۰۴ | پکن              | چین                 | ۲۰۳۱                             |
| ۸۸            | ۲۰۰۳ | یوتبری           | سوئد                | ۱۷۹۱                             |
| ۸۷            | ۲۰۰۲ | فورتالزا         | برزیل               | ۱۴۸۴                             |
| ۸۶            | ۲۰۰۱ | زاگرب            | کرواسی              | ۱۶۹۱                             |
| ۸۵            | ۲۰۰۰ | تل‌آویو           | اسرائیل             | ۱۲۱۲                             |
| ۸۴            | ۱۹۹۹ | برلین            | آلمان               | ۲۷۱۲                             |
| ۸۳            | ۱۹۹۸ | مون‌پلیه          | فرانسه              | ۳۱۳۳                             |
| ۸۲            | ۱۹۹۷ | آدلاید           | استرالیا            | ۱۲۲۴                             |
| ۸۱            | ۱۹۹۶ | پراگ             | جمهوری چک           | ۲۹۷۲                             |
| ۸۰            | ۱۹۹۵ | تامپره           | فنلاند              | ۲۴۴۳                             |
| ۷۹            | ۱۹۹۴ | سئول             | کره جنوبی           | ۱۷۷۶                             |
| ۷۸            | ۱۹۹۳ | والنسیا          | اسپانیا             | ۱۸۶۳                             |
| ۷۷            | ۱۹۹۲ | وین              | اتریش               | ۳۰۳۳                             |
| ۷۶            | ۱۹۹۱ | برگن             | نروژ                | ۲۴۰۰                             |
| ۷۵            | ۱۹۹۰ | هاوانا           | کوبا                | ۱۶۱۷                             |
| ۷۴            | ۱۹۸۹ | برایتون          | بریتانیا            | ۲۲۸۰                             |
| ۷۳            | ۱۹۸۸ | روتردام          | هلند                | ۲۳۲۱                             |
| ۷۲            | ۱۹۸۷ | ورشو             | لهستان              | ۵۹۴۶                             |
| ۷۱            | ۱۹۸۶ | پکن              | چین                 | ۲۴۸۲                             |
| ۷۰            | ۱۹۸۵ | آوگسبورگ         | آلمان               | ۲۳۱۱                             |
| ۶۹            | ۱۹۸۴ | ونکوور           | کانادا              | ۸۰۲                              |
| ۶۸            | ۱۹۸۳ | بوداپست          | مجارستان            | ۴۸۳۴                             |
| ۶۷            | ۱۹۸۲ | آنتورپ           | بلژیک               | ۱۸۹۹                             |
| ۶۶            | ۱۹۸۱ | برازیلیا         | برزیل               | ۱۷۴۹                             |
| ۶۵            | ۱۹۸۰ | استکهلم          | سوئد                | ۱۸۰۷                             |
| ۶۴            | ۱۹۷۹ | لوتسرن           | سوئیس               | ۱۶۳۰                             |
| ۶۳            | ۱۹۷۸ | وارنا            | بلغارستان           | ۴۴۱۴                             |
| ۶۲            | ۱۹۷۷ | ریکیاویک         | ایسلند              | ۱۱۹۹                             |
| ۶۱            | ۱۹۷۶ | آتن              | یونان               | ۱۲۶۶                             |
| ۶۰            | ۱۹۷۵ | کپنهاگ           | دانمارک             | ۱۲۲۷                             |
| ۵۹            | ۱۹۷۴ | هامبورگ          | آلمان               | ۱۶۵۱                             |
| ۵۸            | ۱۹۷۳ | بلگراد           | یوگسلاوی            | ۱۶۳۸                             |
| ۵۷            | ۱۹۷۲ | پورتلند          | ایالات متحده آمریکا | ۹۲۳                              |
| ۵۶            | ۱۹۷۱ | لندن             | بریتانیا            | ۲۰۷۱                             |
| ۵۵            | ۱۹۷۰ | وین              | اتریش               | ۱۹۸۷                             |
| ۵۴            | ۱۹۶۹ | هلسینکی          | فنلاند              | ۱۸۵۷                             |
| ۵۳            | ۱۹۶۸ | مادرید           | اسپانیا             | ۱۷۶۹                             |
| ۵۲            | ۱۹۶۷ | روتردام          | هلند                | ۱۲۶۵                             |
| ۵۱            | ۱۹۶۶ | بوداپست          | مجارستان            | ۳۹۷۵                             |
| ۵۰            | ۱۹۶۵ | توکیو            | ژاپن                | ۱۷۱۰                             |
| ۴۹            | ۱۹۶۴ | لاهه             | هلند                | ۲۵۱۲                             |
| ۴۸            | ۱۹۶۳ | صوفیه            | بلغارستان           | ۳۴۷۲                             |
| ۴۷            | ۱۹۶۲ | کپنهاگ           | دانمارک             | ۱۵۵۰                             |
| ۴۶            | ۱۹۶۱ | هروگت            | بریتانیا            | ۱۶۴۶                             |
| ۴۵            | ۱۹۶۰ | بروکسل           | بلژیک               | ۱۹۳۰                             |
| ۴۴            | ۱۹۵۹ | ورشو             | لهستان              | ۳۲۵۶                             |
| ۴۳            | ۱۹۵۸ | ماینتس           | آلمان               | ۲۰۲۱                             |
| ۴۲            | ۱۹۵۷ | مارسی            | فرانسه              | ۱۴۶۸                             |
| ۴۱            | ۱۹۵۶ | کپنهاگ           | دانمارک             | ۲۲۰۰                             |
| ۴۰            | ۱۹۵۵ | بولونیا          | ایتالیا             | ۱۶۸۷                             |
| ۳۹            | ۱۹۵۴ | هارلم            | هلند                | ۲۳۵۳                             |
| ۳۸            | ۱۹۵۳ | زاگرب            | یوگسلاوی            | ۱۷۶۰                             |
| ۳۷            | ۱۹۵۲ | اسلو             | نروژ                | ۱۶۱۴                             |
| ۳۶            | ۱۹۵۱ | مونیخ            | آلمان               | ۲۰۴۰                             |
| ۳۵            | ۱۹۵۰ | پاریس            | فرانسه              | ۲۳۲۵                             |
| ۳۴            | ۱۹۴۹ | بورنموث          | بریتانیا            | ۱۵۳۴                             |
| ۳۳            | ۱۹۴۸ | مالمو            | سوئد                | ۱۷۶۱                             |
| ۳۲            | ۱۹۴۷ | برن              | سوئیس               | ۱۳۷۰                             |
| جنگ جهانی دوم |      |                  |                     |                                  |
| ۳۱            | ۱۹۳۹ | برن              | سوئیس               | ۷۶۵                              |
| ۳۰            | ۱۹۳۸ | لندن             | بریتانیا            | ۱۶۰۲                             |
| ۲۹            | ۱۹۳۷ | ورشو             | لهستان              | ۱۱۲۰                             |
| ۲۸            | ۱۹۳۶ | وین              | اتریش               | ۸۵۴                              |
| ۲۷            | ۱۹۳۵ | رم               | ایتالیا             | ۱۴۴۲                             |
| ۲۶            | ۱۹۳۴ | استکهلم          | سوئد                | ۲۰۴۲                             |
| ۲۵            | ۱۹۳۳ | کلن              | آلمان               | ۹۵۰                              |
| ۲۴            | ۱۹۳۲ | پاریس            | فرانسه              | ۱۶۵۰                             |
| ۲۳            | ۱۹۳۱ | کراکوف           | لهستان              | ۹۰۰                              |
| ۲۲            | ۱۹۳۰ | آکسفورد          | بریتانیا            | ۱۲۱۱                             |
| ۲۱            | ۱۹۲۹ | بوداپست          | مجارستان            | ۱۲۰۰                             |
| ۲۰            | ۱۹۲۸ | آنتورپ           | بلژیک               | ۱۴۹۴                             |
| ۱۹            | ۱۹۲۷ | گدانسک           | شهر آزاد دانتسیگ    | ۹۰۵                              |
| ۱۸            | ۱۹۲۶ | ادینبرو          | بریتانیا            | ۹۶۰                              |
| ۱۷            | ۱۹۲۵ | ژنو              | سوئیس               | ۹۵۳                              |
| ۱۶            | ۱۹۲۴ | وین              | اتریش               | ۳۴۰۰                             |
| ۱۵            | ۱۹۲۳ | نورنبرگ          | آلمان               | ۴۹۶۳                             |
| ۱۴            | ۱۹۲۲ | هلسینکی          | فنلاند              | ۸۵۰                              |
| ۱۳            | ۱۹۲۱ | پراگ             | چکسلواکی            | ۲۵۶۱                             |
| ۱۲            | ۱۹۲۰ | لاهه             | هلند                | ۴۰۸                              |
| جنگ جهانی اول |      |                  |                     |                                  |
| ۱۱            | ۱۹۱۵ | سان فرانسیسکو    | ایالات متحده آمریکا | ۱۶۳                              |
| ۱۰            | ۱۹۱۴ | پاریس            | فرانسه              | برگزارنشده به دلیل جنگ جهانی اول |
| ۹             | ۱۹۱۳ | برن              | سوئیس               | ۱۲۰۳                             |
| ۸             | ۱۹۱۲ | کراکوف           | لهستان              | ۱۰۰۰                             |
| ۷             | ۱۹۱۱ | آنتورپ           | بلژیک               | ۱۸۰۰                             |
| ۶             | ۱۹۱۰ | واشینگتن، دی.سی. | ایالات متحده آمریکا | ۳۵۷                              |
| ۵             | ۱۹۰۹ | بارسلون          | اسپانیا             | ۱۲۸۷                             |
| ۴             | ۱۹۰۸ | درسدن            | آلمان               | ۱۵۰۰                             |
| ۳             | ۱۹۰۷ | کمبریج           | بریتانیا            | ۱۳۱۷                             |
| ۲             | ۱۹۰۶ | ژنو              | سوئیس               | ۱۲۰۰                             |
| ۱             | ۱۹۰۵ | بولون-سور-مر     | فرانسه              | ۶۸۸                              |